# Ron Wright
Ron Wright (Tweed Heads/Parramatta, 1925 – 2005) ausztrál nemzetközi labdarúgó-játékvezető.

## Pályafutása

### Nemzeti játékvezetés
1949-ben lett az I. Liga játékvezetője.

### Nemzetközi játékvezetés
Az Ausztrál labdarúgó-szövetség Játékvezető Bizottsága (JB) terjesztette fel nemzetközi játékvezetőnek, a Nemzetközi Labdarúgó-szövetség (FIFA) 1951-től tartotta nyilván bírói keretében. A FIFA JB központi nyelvei közül az angolt beszélte. Több nemzetek közötti válogatott és klubmérkőzést vezetett, vagy működő társának partbíróként segített.

#### Olimpiai játékok
Az 1956. évi nyári olimpiai játékok labdarúgó tornáján a FIFA JB bíróként foglalkoztatta. Az olimpiák történetében első ausztrálként a döntő találkozót vezethette.

##### 1956. évi nyári olimpiai játékok
| Időpont            | Helyszín                    | Mérkőzés típusa   | Mérkőzés                | Eredmény | Nézők száma |
| ------------------ | --------------------------- | ----------------- | ----------------------- | -------- | ----------- |
| 1956. november 30. | Olimpiai Stadion, Melbourne | egyik negyeddöntő | Bulgária–Anglia         | 6 – 1    | 6748        |
| 1956. december 8.  | Olimpiai Stadion, Melbourne | döntő             | Jugoszlávia–Szovjetunió | 0 – 1    | 86 716      |